# Шевелёв, Абрам Саулович
Абрам Саулович Шевелёв (при рождении Абрам Шевелевич Ше́велев; 4 июля 1917 — 3 ноября 1994) — советский иммунолог и микробиолог, доктор медицинских наук (1967), профессор (1969), член Пастеровского научного общества.

## Биография
Родился 4 июля 1917 года в местечке Ляды Горецкого уезда Могилевской губернии (теперь село Дубровенского района Витебской области), в семье зерноторговца Шевеля Абелевича Шевелева; мать, Ревекка Павловна, выпускница киевской зубоврачебной школы, была дантисткой. Еврей. В 5-летнем возрасте с семьёй переехал в Смоленск.
В 1940 году окончил Смоленский медицинский институт. Работал главным врачом Тёсовской больницы Новодугинского района Смоленской области.
Участник Великой Отечественной войны с 1941 года. Добровольцем вступил в ряды Красной Армии. Был врачом-эвакуатором фронтового эвакогоспиталя Западного фронта ЭГ № 24, командиром санитарного взвода 1-го батальона 120-й отдельной стрелковой бригады. С осени 1942 года до мая 1946 года — командир санитарного взвода отдельного медико-санитарного батальона 53-й стрелковой дивизии.
После демобилизации в 1946 году — аспирант института им. Н. Ф. Гамалеи в Москве.
Работал заведующим кафедрой микробиологии, иммунологии и вирусологии Смоленского медицинского института с 1967 по 1988 годы.
По инициативе Шевелева создан Центральную научно-исследовательскую лабораторию и кафедру иммунологии и аллергологии при Смоленской ГМА. С его именем связана разработка фундаментальных вопросов иммунологии опухолевого роста, иммунологии беременности, проблемы реакции «трансплантат против хозяина».
Создал на Смоленщине школу иммунологов.
Под руководством профессора А. С. Шевелёва защищено 2 докторских и 12 кандидатских диссертаций.
Автор более 150 научных работ, среди которых 5 монографий; 1 изобретения; ряд работ изданы за рубежом.
Умер 3 ноября 1994 года в Смоленске. Похоронен на Братском кладбище.

## Награды
- два ордена Отечественной войны 2-й степени (27.09.1944, 06.04.1985)
- Орден Красной Звезды (13.12.1943)
- Медаль «За оборону Москвы» (1942)
- Медаль «За победу над Германией» (1945)
- Медаль «За взятие Вены» (1945)
- Награжден директором Пастеровского института в Париже памятной медалью Л. Пастера.

## Избранные труды
- Шевелев А. С. Реакция «трансплантат против хозяина» и трансплантационная болезнь. — М.: Медицина, 1976. — 216 с.
- Шевелев А. С. Противоречия иммунологии. — М.: Медицина, 1978. — 256 с. — 10 000 экз.
- Шевелев А. С. Память о будущем: Этюды об иммунитете. — М.: Советская Россия, 1985. — 224 с. — 50 000 экз.
- Шевелев А. С., Николаева Р. Ф. Последний подвиг Луи Пастера / Рец. А. Г. Кноп. — М.: Медицина, 1988. — 112 с. — (Науч.-попул. мед. лит.). — ISBN 5-225-00253-6.
- Шевелев А. С. СПИД — загадка века. — М.: Советская Россия, 1988. — 144 с. — 75 000 экз. — ISBN 5-268-00338-0.
- Шевелев А. С. СПИД — загадка века. — 2-е изд., испр. и доп. — М.: Советская Россия, 1991. — 192 с. — 50 000 экз. — ISBN 5-268-00338-0.
- Шевелев А. С. Тайный властитель России: (О К. П. Победоносцеве). — Смоленск: Журн. «Край Смоленский», 1991. — 96 с. — (Библиотека журнала «Край Смоленский»; № 3). (см. Победоносцев, Константин Петрович)